# István Kelen
István Stephen Kelen, född 21 mars 1912 i Budapest i Ungern, död 1 mars 2003 i Sydney i Australien, är en ungersk före detta världsmästare i bordtennis, författare och journalist.  Under sin karriär tog han 15 medaljer i bordtennis-VM varav 7 guld, 5 silver och 3 brons.

## Utbildning
Kelen växte upp i Budapest och började spela bordtennis i skolan i tolvårsåldern. Det var under den här tiden han först började skriva dikter. Efter grundskolan studerade han filosofi vid Karlsuniversitetet i Prag. Han var redan en bra bordtennisspelare och fick därför träna med universitetslaget.

## Bordtenniskarriär
Mellan 1929 och 1937 deltog han i åtta bordtennis-VM. Han blev världsmästare två gånger i mixeddubbel, 1929 i Budapest med Anna Sipos och 1933 i Baden nära Wien, med Mária Mednyánszky. Med det ungerska laget vann han fem guldmedaljer.
1936 publicerade han boken Success at Table Tennis.

### Världsturné
I augusti 1937 kom Kelen och landsmannen  Miklós Szabados till Adelaide i Australien på en världsturnering. Sponsrade av New South Wales Table Tennis Association spelade de uppvisningsmatcher i Adelaide och Melbourne och deltog sedan i australiska mästerskapen. Där vann ungrarna varje match; Kelen förlorade singelfinalen mot Szabados men vann sedan dubbelfinalen med honom i raka set. Efter Australien fortsatte de sedan vidare till bland annat Kina, Japan och Sydamerika.

## Författare
Strax före andra världskrigets utbrott 1939 flyttade han till Australien. Kelen angliserade sitt namn från ungerska "Istvan" till "Stephen" som var brukligt på den tiden.
Där tog han värvning som frivillig i armén, han kom att stanna i armén fram till 1949 då han blev uppsagd.
Sedan den tiden skrev han artiklar i tidningar, till exempel i BCON (British Commonwealth Occupation News). Dessutom skrev han artiklar för radiosändningar och bokrecensioner. Många av hans verk publicerades i engelskspråkiga länder runt om i världen och en del översattes till andra språk. Efter det ungerska upproret 1956 skrev han flera romaner på detta tema.
Från 1960 till 1977 arbetade han som redaktionell chef för Goodyear Australien Publications.
Sju böcker publicerades i Australien, bland annat:
- Heed McGlarity – Mingay, Sydney 1945.
- Goshu – Horowitz, Sydney 1965.
- Uphill All the Way – Goodyear, Sydney 1974.
- I Remember Hiroshima – Hale and Iremonger, Sydney 1983.
- Freedom is a Rainbow – Sydney.

1983 började han skriva sin självbiografi och 1986 belönades han med den litterära medaljen - Medal of the Order of Australia.

## Medlemskap
Kelen var medlem av 
- Australian Journalists' Association
- Australian Society of Authors
- Sydney Centre of International PEN - där han var ordförande mellan 1975 och 1985

## Privatliv
1951 gifte han sig med en australisk lärare, Sylvia Steuart som han fick två söner med.

## Halls of Fame
- 1993 valdes han in i International Table Tennis Foundation Hall of Fame.

## Meriter
- Bordtennis VM
  - 1929 i Budapest
    - 1:a plats mixed dubbel med Anna Sipos
    - 1:a plats med det ungerska laget

  - 1930 i Berlin
    - 3:e plats singel
    - 2:a plats mixed dubbel med Anna Sipos
    - 1:a plats med det ungerska laget

  - 1931 i Budapest
    - 2:a plats dubbel med Lajos-Leopold David
    - 1:a plats med det ungerska laget

  - 1932 i Prag
    - 2:a plats med det ungerska laget

  - 1933 i Baden
    - 2:a plats dubbel med Lajos-Leopold David
    - 1:a plats mixed dubbel med Mária Mednyánszky
    - 1:a plats med det ungerska laget

  - 1935 i London
    - 3:e plats dubbel med László Bellák
    - 1:a plats med det ungerska laget

  - 1936 i Prag
    - 2:a plats mixed dubbel med Mária Mednyánszky
    - 3:e plats med det ungerska laget
- Internationella Tyska Mästerskapen
  - 1930 i Hannover – 1:a plats dubbel med Lajos-Leopold David, 2:a mixed dubbel med Anna Sipos
- Australiska Mästerskapen
  - 1937 - 2:a plats singel och 1:a plats dubbel (med Miklós Szabados)